# Liste der Mitglieder des Landtags von Waldeck-Pyrmont 1869–1872
Diese Liste nennt die Liste der Mitglieder des Landtags von Waldeck-Pyrmont 1869–1872.
1852 verabschiedete Fürst Georg Victor die Verfassungsurkunde für die Fürstentümer Waldeck und Pyrmont. Damit wurde ein neues Wahlrecht bestimmt und 1869 der achte Landtag nach diesem Wahlrecht gewählt. Gewählt wurden 15 Abgeordnete in indirekter Wahl in Mehrpersonenwahlkreisen. Diese Wahlkreise entsprachen den vier Landkreisen, wobei je Kreis vier Abgeordnete gewählt wurden. Ausnahme war Pyrmont, wo drei Abgeordnete gewählt wurden. Rechtsgrundlage der Wahl war das Wahlgesetz vom 17. August 1852 (Wald. Reg. Bl., S. 163) in der Fassung vom 2. August 1856 (Wald. Reg. Bl., S. 75).

## Liste der Abgeordneten
Die so bestimmten Abgeordneten waren: 
| Wahlbezirk           | Abgeordneter               | Anmerkungen                   |
| -------------------- | -------------------------- | ----------------------------- |
| Kreis der Twiste     | Adolf Rhode                | Präsident ab 1871             |
| Kreis der Twiste     | Friedrich Bender           |                               |
| Kreis der Twiste     | Friedrich Schultze         |                               |
| Kreis der Twiste     | Albert Cuntze              | Bis 5. Dezember 1869          |
| Kreis der Twiste     | Hugo Stöcker               | Ab 8. September 1870          |
| Kreis des Eisenbergs | Johannes Friedrich Emde    |                               |
| Kreis des Eisenbergs | Daniel Böhle               | Bis 1871                      |
| Kreis des Eisenbergs | Arnold Canisius            | Bis 1871                      |
| Kreis des Eisenbergs | Wilhelm Gleisner           | Bis 1871 / Präsident bis 1871 |
| Kreis des Eisenbergs | Werner Schotte             | Ab 12. September 1871         |
| Kreis des Eisenbergs | Friedrich Hastenpflug      | Ab 12. September 1871         |
| Kreis des Eisenbergs | Christian Friedrich Brühne | Ab 12. September 1871         |
| Kreis der Eder       | Leopold Waldeck            |                               |
| Kreis der Eder       | Carl Hagemann              |                               |
| Kreis der Eder       | Ernst Schäffer             |                               |
| Kreis der Eder       | Wilhelm Ebersbach          |                               |
| Kreis Pyrmont        | Walther Herwig             |                               |
| Kreis Pyrmont        | Wilhelm Lentrodt           |                               |
| Kreis Pyrmont        | Adolph Windel              |                               |